# Antti Pohja
Antti Pohja (né le 11 janvier 1977 à Lahti en Finlande) est un joueur de football international finlandais, qui évolue au poste de milieu de terrain.